# روبي كارب
روبي كارب (بالإنجليزية: Ruby Karp)‏ هي كاتِبة أمريكية، ولدت في 30 أغسطس 2000.